# Rune Pär Olofsson
Rune Pär August Olofsson, född 28 maj 1926 i Vamlingbo på Gotland, död 15 juli 2018 i Falun i Dalarna, var en svensk författare, journalist och präst.

## Biografi
Rune Pär Olofsson skrev bland annat dikter, exempelvis diktsamlingen Fågel med snabba vingar (1949). Han är dock mest känd för sina historiska romaner. Mest känd är romansviten om ätterna Brahe och Sparre under 1500-talet, som innehåller böckerna: Lyckans tärning, Argan list, Ärans tinnar och Domens dag. Vidare skrev han om trettioåriga kriget i böckerna Lejonet från Norden, Stormens skördar och Du tronar på minnen. Lagom till Georg Stiernhielms 400-årsdag 1998 skrev han biografin Georg Stiernhielm - diktare, domare, duellant.
Rune Pär Olofsson är gravsatt i minneslunden på Skogskyrkogården i Falun.

## Filmmedverkan
- 1970 – Mera ur Kärlekens språk
- 1971 – Kärlekens XYZ